# Natación en los Juegos Suramericanos de 2014 - 100 m. Pecho Masculino
El evento de 100 metros pecho masculino de natación en los Juegos Suramericanos de 2014 tuvo lugar el 7 de marzo en el Centro Acuático del Estadio Nacional.

## Resultados

### Semifinales

#### Serie 1
| Rank | Línea | Nombre           | Nacionalidad | Tiempo de Reacción | Tiempo  | Diferencia | Notas |
| ---- | ----- | ---------------- | ------------ | ------------------ | ------- | ---------- | ----- |
| 1    | 4     | Henrique Marques | Brasil       | 0.75               | 1:03.79 |            | Q     |
| 2    | 5     | Miguel Ferreira  | Venezuela    | 0.81               | 1:03.81 | 0.02       | Q     |
| 3    | 3     | Carlos Mahecha   | Colombia     | 0.49               | 1:04.09 | 0.30       | Q     |
| 4    | 6     | Santiago Won Siu | Perú         | 0.77               | 1:06.06 | 2.27       |       |
| 5    | 2     | Wayne Denswil    | Surinam      | 0.86               | 1:06.90 | 3.11       |       |

#### Serie 2
| Rank | Línea | Nombre            | Nacionalidad | Tiempo de Reacción | Tiempo  | Diferencia | Notas |
| ---- | ----- | ----------------- | ------------ | ------------------ | ------- | ---------- | ----- |
| 1    | 4     | Edgar Crespo      | Panamá       | 0.76               | 1:03.77 |            | Q     |
| 2    | 3     | Martín Melconian  | Uruguay      | 0.48               | 1:03.87 | 0.10       | Q     |
| 3    | 5     | Gabriel Morelli   | Argentina    | 0.86               | 1:04.21 | 0.44       | Q     |
| 4    | 6     | Enrique Durán     | Perú         | 0.78               | 1:05.44 | 1.67       |       |
| 5    | 2     | José Tomás Gálvez | Chile        | 0.72               | 1:08.33 | 4.56       |       |
| 6    | 7     | Matías Gadea      | Paraguay     | 0.89               | 1:12.41 | 8.64       |       |

#### Serie 3
| Rank | Línea | Nombre            | Nacionalidad | Tiempo de Reacción | Tiempo  | Diferencia | Notas |
| ---- | ----- | ----------------- | ------------ | ------------------ | ------- | ---------- | ----- |
| 1    | 4     | Felipe Lima       | Brasil       | 0.81               | 1:02.13 |            | Q     |
| 2    | 5     | Carlos Claverie   | Venezuela    | 0.88               | 1:02.85 | 0.72       | Q     |
| 3    | 3     | Facundo Miguelena | Argentina    | 0.51               | 1:04.51 | 2.38       |       |
| 4    | 6     | Alex Solorzano    | Ecuador      | 0.89               | 1:07.75 | 5.62       |       |
| 5    | 7     | Felipe Quiroz     | Chile        | 0.84               | 1:09.12 | 6.99       |       |
| 6    | 2     | José Ignacio Mora | Ecuador      | 0.71               | 1:09.81 | 7.68       |       |

#### Sumario
| Rank | Serie | Nombre            | Nacionalidad | Tiempo  | Notas |
| ---- | ----- | ----------------- | ------------ | ------- | ----- |
| 1    | 3     | Felipe Lima       | Brasil       | 1:02.13 | Q     |
| 2    | 3     | Carlos Claverie   | Venezuela    | 1:02.85 | Q     |
| 3    | 2     | Edgar Crespo      | Panamá       | 1:03.77 | Q     |
| 4    | 1     | Henrique Marques  | Brasil       | 1:03.79 | Q     |
| 5    | 1     | Miguel Ferreira   | Venezuela    | 1:03.81 | Q     |
| 6    | 2     | Martín Melconian  | Uruguay      | 1:03.87 | Q     |
| 7    | 1     | Carlos Mahecha    | Colombia     | 1:04.09 | Q     |
| 8    | 2     | Gabriel Morelli   | Argentina    | 1:04.21 | Q     |
| 9    | 3     | Facundo Miguelena | Argentina    | 1:04.51 |       |
| 10   | 2     | Enrique Durán     | Perú         | 1:05.44 |       |
| 11   | 1     | Santiago Won Siu  | Perú         | 1:06.06 |       |
| 12   | 1     | Wayne Denswil     | Surinam      | 1:06.90 |       |
| 13   | 3     | Alex Solorzano    | Ecuador      | 1:07.75 |       |
| 14   | 2     | José Tomás Gálvez | Chile        | 1:08.33 |       |
| 15   | 3     | Felipe Quiroz     | Chile        | 1:09.12 |       |
| 16   | 3     | José Ignacio Mora | Ecuador      | 1:09.81 |       |
| 17   | 2     | Matías Gadea      | Paraguay     | 1:12.41 |       |

### Final
| Rank | Línea | Nombre           | Nacionalidad | Tiempo de Reacción | Tiempo  | Diferencia |
| ---- | ----- | ---------------- | ------------ | ------------------ | ------- | ---------- |
| 1    | 4     | Felipe Lima      | Brasil       | 0.76               | 1:01.63 |            |
| 2    | 5     | Carlos Claverie  | Venezuela    | 0.82               | 1:02.19 | 0.56       |
| 3    | 3     | Edgar Crespo     | Panamá       | 0.41               | 1:02.58 | 0.95       |
| 4    | 6     | Henrique Marques | Brasil       | 0.76               | 1:02.94 | 1.31       |
| 5    | 1     | Carlos Mahecha   | Colombia     | 0.80               | 1:03.52 | 1.89       |
| 6    | 8     | Gabriel Morelli  | Argentina    | 0.81               | 1:03.65 | 2.02       |
| 7    | 7     | Martín Melconian | Uruguay      | 0.81               | 1:03.68 | 2.05       |
| 8    | 2     | Miguel Ferreira  | Venezuela    | 0.73               | 1:03.75 | 2.12       |